# Z głową na karabinie
Z głową na karabinie – wiersz autorstwa Krzysztofa Kamila Baczyńskiego, powstały 4 grudnia 1943 r. Wiersz opisuje postawę młodych ludzi, którzy żyli w okresie II wojny światowej. W utworze tym przez cały czas przewija się motyw kręgu, który symbolizuje strach, lęki, wojnę oraz śmierć co stwarza w utworze nastrój grozy. W wierszu przeplatają się 2 elementy: Wspomnienia szczęśliwego dzieciństwa oraz początków młodości (...„I mnie przecież jak dymu laska wytryskała gołębia młodość...”), jak również czasów pokoju i groza okupacji (...„Teraz na dnie śmierci wyrastam – ja – syn dziki mego narodu...”), tragizm wojny.